# Krasnoretschje
Krasnoretschje (russisch Красноречье, deutsch Kunzen, litauisch Kuncai) war ein Ort auf der Kurischen Nehrung in der russischen Oblast Kaliningrad im Rajon Selenogradsk. Vor 1945 war der Ort Teil Deutschlands.

## Geographische Lage
Krasnoretschje lag drei Kilometer südwestlich von Rybatschi (Rossitten) auf der Kurischen Nehrung (russisch: Kurschskaja Kossa) am Ufer zum Kurischen Haff (Kurschski Saliw).

## Ortsname
Der Ortsname entstammt dem nehrungskurischen Wort „cunce“, was „sich ducken“ bedeutet und sich auf die in die Landschaft eingeschmiegte Ortslage bezieht.

## Geschichte
Der bis 1946 Kunzen genannte Ort war ein nach der Reformation entstandenes Kirchdorf. Bis zur Versandung im 18./19. Jahrhundert waren die meisten Bewohner Nehrungskuren. 1874 wurde es in den neu errichteten Amtsbezirk Rossitten (heute russisch: Rybatschi) im Landkreis Fischhausen im Regierungsbezirk Königsberg der preußischen Provinz Ostpreußen eingegliedert. Das Dorf, das im 18./19. Jahrhundert immer mehr unter der Versandung durch Verwehung des Dünensandes litt, schloss  sich am 25. September 1894 mit dem Nachbarort Rossitten zur neuen Landgemeinde Rossitten zusammen und verlor seine Eigenständigkeit.
Infolge des Zweiten Weltkrieges kam Kunzen innerhalb des nördlichen Ostpreußens zur Sowjetunion und erhielt 1950 die russische Bezeichnung „Krasnoretschje“. Gleichzeitig wurde der Ort dem Siedlungssowjet von Rybatschi unterstellt. Der Ort wurde vor 1976 verlassen.

## Kirche

### Kirchengebäude
Kunzen erhielt im Jahre 1550 ein eigenes Gotteshaus, das aus Backsteinen errichtet war. Das Gebäude hielt der zunehmenden Versandung des Ortes nicht stand und musste zu Beginn des 19. Jahrhunderts aufgegeben werden.

### Kirchengemeinde
Wenige Jahre nach Errichtung einer Kirche in Kunzen erscheint im Visitationsbericht des samländischen evangelischen Bischofs Joachim Mörlin von 1569 auf der Kurischen Nehrung neben der Kirche in Sarkau (heute russisch: Lesnoi) und Karwaiten (heute litauisch: Karvaičiai) auch Kunzen, dessen Pfarrer Crispinus Liebermann neben Kunzen auch Inse, Loye und Ackeln sowie neben einigen Dörfern auf dem Festland auch Sarkau, Rossitten, Karwaiten und Nidden (litauisch: Nida) auf der Kurischen Nehrung versorgte. Bis 1551 wurde Kunzen von den Pfarrern in Rossitten betreut, die dann ihren Amtssitz nach Kunzen verlegten. Karwaiten gehörte von 1569 bis 1709 zu Kunzen, danach zu Memel (heute litauisch: Klaipėda), versandete am Ende des 18. Jahrhunderts jedoch. Nidden wurde 1847 selbständig und wurde dem Kirchenkreis Memel zugeordnet, während die Kirche in Kunzen wegen Sandverwehung im Jahre 1808 aufgegeben und der Pfarrsitz nach Rossitten zurückverlegt wurde, das ehemals der Inspektion Schaaken (heute russisch: Schemtschuschnoje), dann aber bis 1945 dem Kirchenkreis Königsberg-Land II innerhalb der Kirchenprovinz Ostpreußen der Kirche der Altpreußischen Union zugehörig war.

### Pfarrer 1555–1808
Zwischen 1555 und 1808 amtierten in Kunzen 25 evangelische Geistliche:
| - Johann Woyser, 1555–1565 - Crispinus Liebermann, ab 1569 - Ambrosius Otto, 1579–1602 - Andreas Walther, 1602–1604 - Paul Biber, 1604–1605 - Friedrich Engelcke, 1605 - David Heidenreich, ab 1605 - Georg Fese, bis 1621 - Martin Schultz, 1621–1630 - Johann Kersten, 1632–1655 - Erhard Waldeck, 1655–1663 - Johann Ludovici, 1663–1664 - Michael Burckhard, 1694–1707 | - Christian Bruno, 1694–1700 - Gallus Mävius, 1708 - Laurentius Werner, 1708–1710 - Jacob Naps, 1711–1727 - Christian Kösling, 1727–1752 - Johann Casemir Gazali, 1752–1756 - Johann Friedrich Sperber, 1756–1765 - Heinrich Wilhelm Hein, 1765–1769 - Johann Paul Pötsch, 1769–1776 - Jacob Hausendorf, 1776–1779 - Franz Albert Schulz, 1779–1803 - Wilhelm Ferdinand Thorun, 1803–1808 |